# Ernesto Togni
Ernesto Togni (* 6. Oktober 1926 in Brione, Kanton Tessin; † 11. November 2022 in San Nazzaro, Gemeinde Gambarogno) war ein Schweizer Geistlicher und römisch-katholischer Bischof von Lugano.

## Leben
Ernesto Togni stammte aus dem Verzascatal; sein Vater war Steinhauer. 1937 trat er ins Priesterseminar San Carlo in Besso ein und studierte Philosophie in Lugano und Theologie an der Päpstlichen Universität Gregoriana in Rom. Am 7. Mai 1950 empfing er durch den Apostolischen Administrator von Lugano, Angelo Giuseppe Jelmini, die Priesterweihe für das Bistum Lugano. Er war Vizerektor am Priesterseminar San Carlo und von 1957 bis 1969 Rektor des Kollegs und des Knabenseminars Collegio Pio XII. in Breganzona in Lugano. Von 1969 bis 1978 war er Pfarrer in Tenero-Contra. 1971 war er geistlicher Beirat der Pfadfinder, von 1972 bis 1975 Mitglied der schweizerischen Synode 72 und 1977 Verantwortlicher für Katechese im Locarnese.
Papst Paul VI. ernannte ihn am 15. Juli 1978 zum Bischof von Lugano. Der Apostolische Nuntius in der Schweiz, Erzbischof Ambrogio Marchioni, spendete ihm am 17. September desselben Jahres die Bischofsweihe; Mitkonsekratoren waren Pierre Mamie, Bischof von Lausanne, Genf und Freiburg, und Giuseppe Martinoli, emeritierter Bischof von Lugano.
Am 21. Juni 1985 trat Ernesto Togni von seinem Bischofsamt aus gesundheitlichen Gründen zurück. Von 1993 bis 1996 war er als Missionar im Bistum Barranquilla in Kolumbien tätig. 1996 kehrte er ins Tessin zurück und engagierte sich unter anderem von 2001 bis 2004 als Mitglied der Bistumskommission für die Missionen.